# Шум в сердце
«Шум в сердце» («Порок сердца», «Сердцебиение», фр. Le souffle au cœur) — кинофильм, драма режиссёра Луи Маля.

## Сюжет
Действие происходит в 1954 году во Франции. Главный герой — умный, начитанный 14-летний подросток Лоран Шевалье. Фильм посвящён истории его становления как мужчины, первым сексуальным пробам типичного французского парня. Отец Лорана, успешный врач-гинеколог Дижона, не уделяет внимания своим сыновьям, а Лоран очень любит свою мать Клару Шевалье, с которой у него очень близкие отношения. Страдающий пороком сердца юноша — объект дружеских насмешек и розыгрышей на грани фола его двух старших братьев, которые для него, однако, всегда были большим авторитетом из-за весёлого и разудалого стиля жизни. Лоран пытается вести тот же образ жизни, но он пока маловат для этого, что, впрочем, не останавливает его. Братья потихоньку приобщают Лорана к первым вечеринкам с девчонками, первым поцелуям, спиртному и сигаретам. Именно братья оплачивают младшему Шевалье первый сексуальный опыт с хорошенькой проституткой в местном квартале красных фонарей, но, напившись, совершают глупость, врываясь к нему прямо в номер посреди интимного процесса. Болезнь сердца приводит паренька в санаторий, куда он едет вместе с матерью и где продолжает попытки начать взрослую сексуальную жизнь, знакомясь с тамошними девчонками. В итоге именно мать становится для сына первым успешным сексуальным опытом и благословляет мальчишку на путь взрослой жизни. Из постели Клары Лоран в ту же ночь перескакивает в номер соседской девчонки Дафнии и возвращается к себе только под утро босиком с ботинками в руках. Войдя в номер, он неожиданно обнаруживает всю семью в сборе — к ним приехали братья и отец. Немая сцена. Братья хихикают, понимая, в чём дело. Отец спрашивает сына, почему тот не спит у себя в номере, и сам начинает улыбаться. Вскоре вся семья начинает дружно хохотать, приветствуя начало взрослой жизни младшего сына.

## В ролях
- Леа Массари — Клара Шевалье
- Бенуа Феррё — Лоран Шевалье
- Даниэль Желен — Шарль Шевалье
- Мишель Лонсдаль — отец Анри

## Награды и номинации
- 1973 — номинации на премию Оскар
  - Лучший оригинальный сценарий.
- 1971 — участник основного конкурсного показа Каннского кинофестиваля.